# سعيد الزهراني (لاعب كرة قدم مواليد 1995)
سعيد غرم الله ظافر الزهراني (مواليد 1 يوليو 1995) هو لاعب كرة قدم سعودي يلعب حاليًا في نادي العين السعودي.

## مسيرة اللاعب
بدأ في نادي العين و انتقل إلى نادي أحد في صيف 2019 و عاد إلى نادي العين مطلع عام 2020.